# Рівердейл (Айова)
Рівердейл (англ. Riverdale) — місто (англ. city) в США, в окрузі Скотт штату Айова. Населення — 379 осіб (2020).

## Географія
Рівердейл розташований за координатами 41°32′14″ пн. ш. 90°27′49″ зх. д. / 41.53722° пн. ш. 90.46361° зх. д. (41.537276, -90.463583).  За даними Бюро перепису населення США в 2010 році місто мало площу 5,68 км², з яких 4,75 км² — суходіл та 0,93 км² — водойми.

## Демографія
Згідно з переписом 2010 року, у місті мешкало 405 осіб у 162 домогосподарствах у складі 128 родин. Густота населення становила 71 особа/км².  Було 186 помешкань (33/км²).
Расовий склад населення:
| - 98,5 % — білих - 0,5 % — корінних американців - 0,2 % — чорних або афроамериканців |

До двох чи більше рас належало 0,7 %. Частка іспаномовних становила 1,5 % від усіх жителів.
За віковим діапазоном населення розподілялося таким чином: 20,0 % — особи молодші 18 років, 57,8 % — особи у віці 18—64 років, 22,2 % — особи у віці 65 років та старші. Медіана віку мешканця становила 48,4 року. На 100 осіб жіночої статі у місті припадало 103,5 чоловіків;  на 100 жінок у віці від 18 років та старших — 100,0 чоловіків також старших 18 років.
Середній дохід на одне домашнє господарство  становив 83 919 доларів США (медіана — 68 750), а середній дохід на одну сім'ю — 91 789 доларів (медіана — 92 500). За межею бідності перебувало 7,8 % осіб, у тому числі 12,4 % дітей у віці до 18 років та 2,9 % осіб у віці 65 років та старших.
Цивільне працевлаштоване населення становило 225 осіб. Основні галузі зайнятості: виробництво — 19,6 %, освіта, охорона здоров'я та соціальна допомога — 17,3 %, будівництво — 11,1 %, роздрібна торгівля — 10,2 %.